# Helsingfors centrum

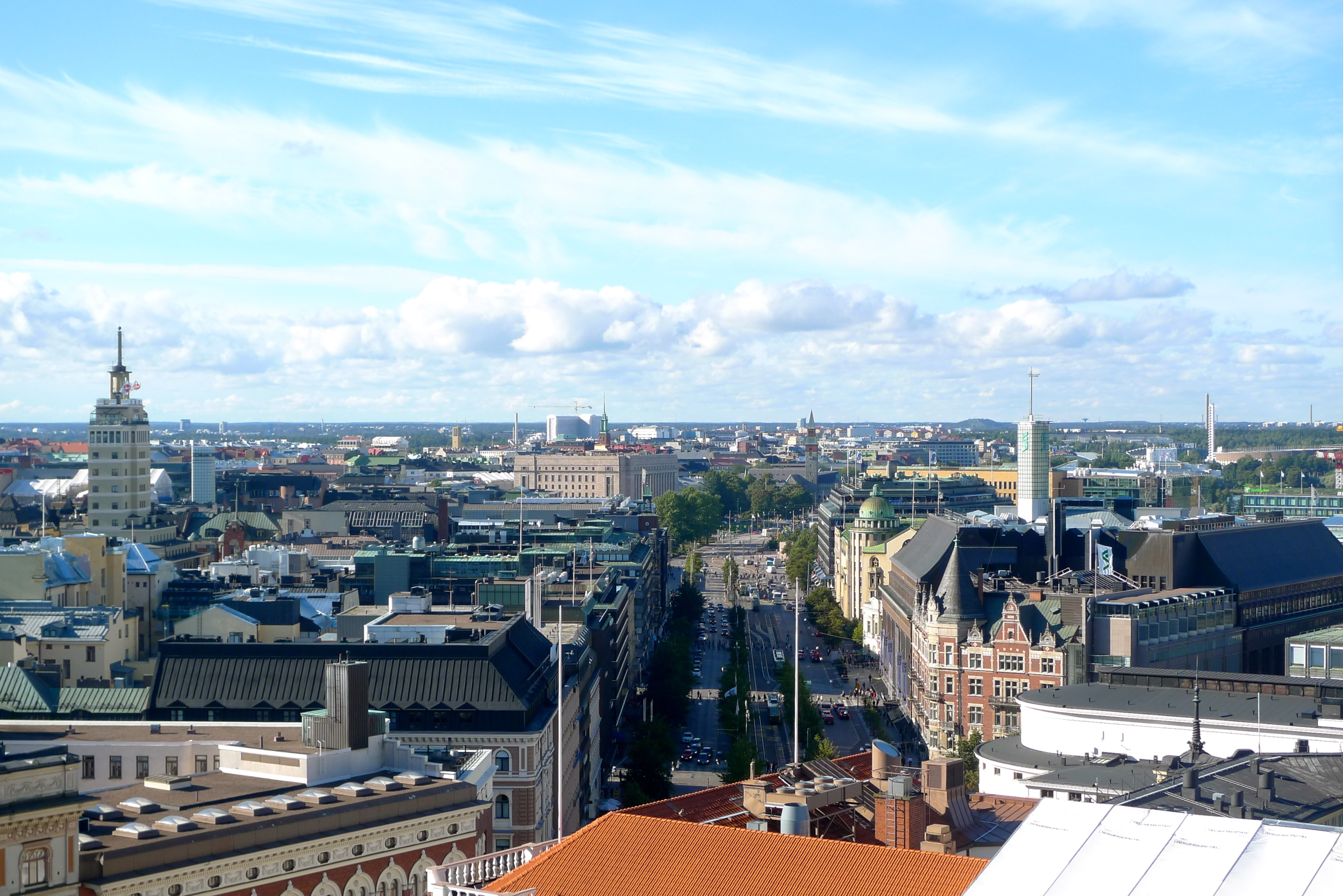
Utsikt mot norr över Helsingfors centrum och början av Mannerheimvägen, från Skillnadens brandstations torn i september 2012. Den höga byggnaden till vänster är Hotel Torni.

Helsingfors centrum brukar anses ligga i området kring statyn Tre smeder på Alexandersgatan. En populär avgränsning är kvarteren mellan Esplanaden, Mannerheimvägen och Helsingfors centralstation. Den officiella stadsdelsindelningen av området omfattar stadsdelarna Gloet och Kampen.
Eftersom området inte är en officiell områdesindelning finns det olika uppfattningar om vad som hör till Helsingfors centrum. Många räknar med att västra delen av Mannerheimvägen ligger i absoluta centrum, med bland annat köpcentret Forum, medan kvarteren genast bakom inte gör det.
Helsingfors kommers är koncentrerad till centrum med Alexandersgatan och dess sidogator som huvudsakligt shoppingstråk. Vid Alexandersgatan finns bland annat Stockmanns varuhus och de flesta modekedjor. Köpcentret Forum och varuhuset Sokos ligger vid varsin sida av Mannerheimvägen, medan köpcentret Kamppi (Kampen) har flyttat tyngdpunkten i centrum några hundra meter västerut.

## Bilder från Helsingfors centrum

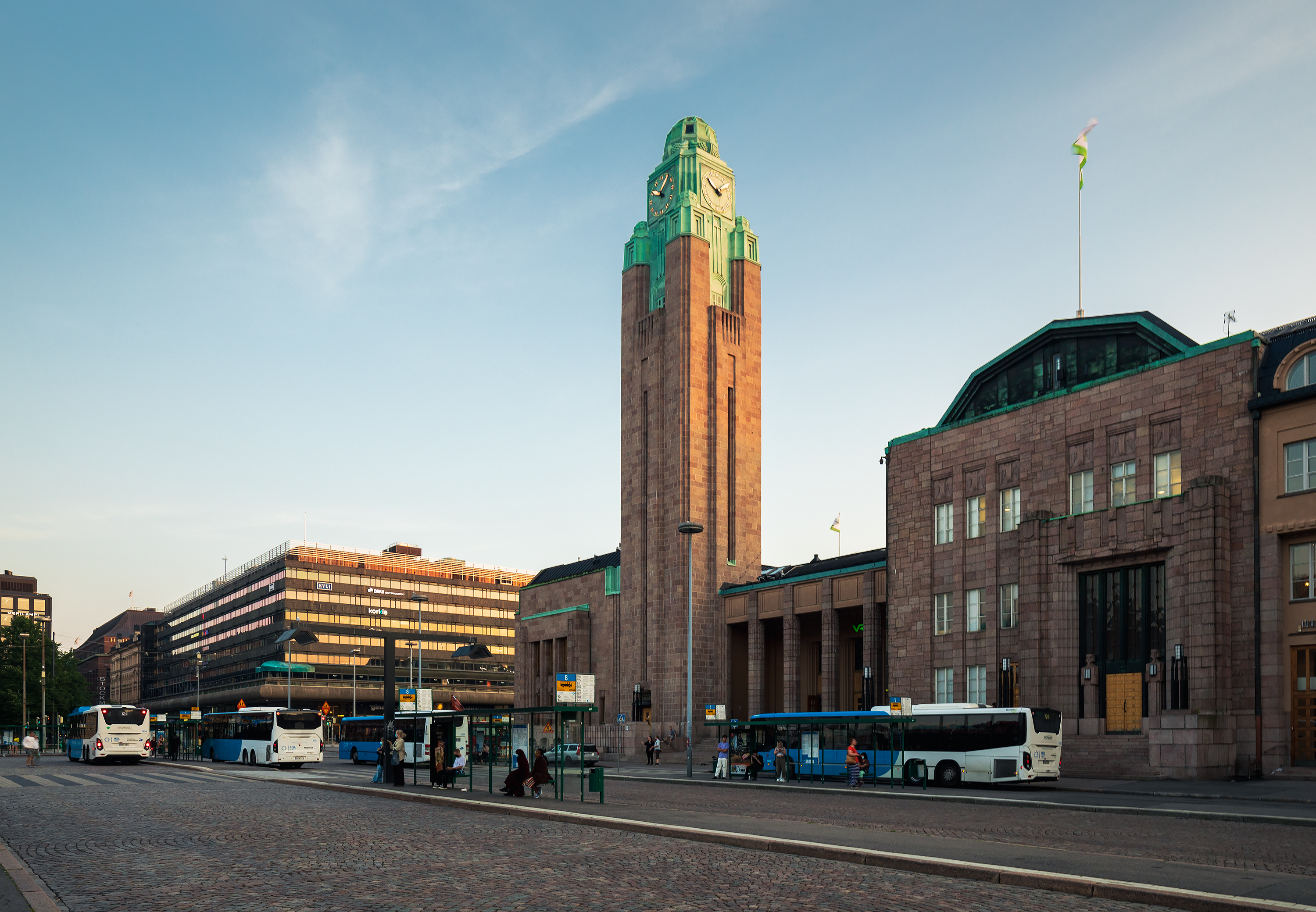
Centralstation och Järnvägstorget
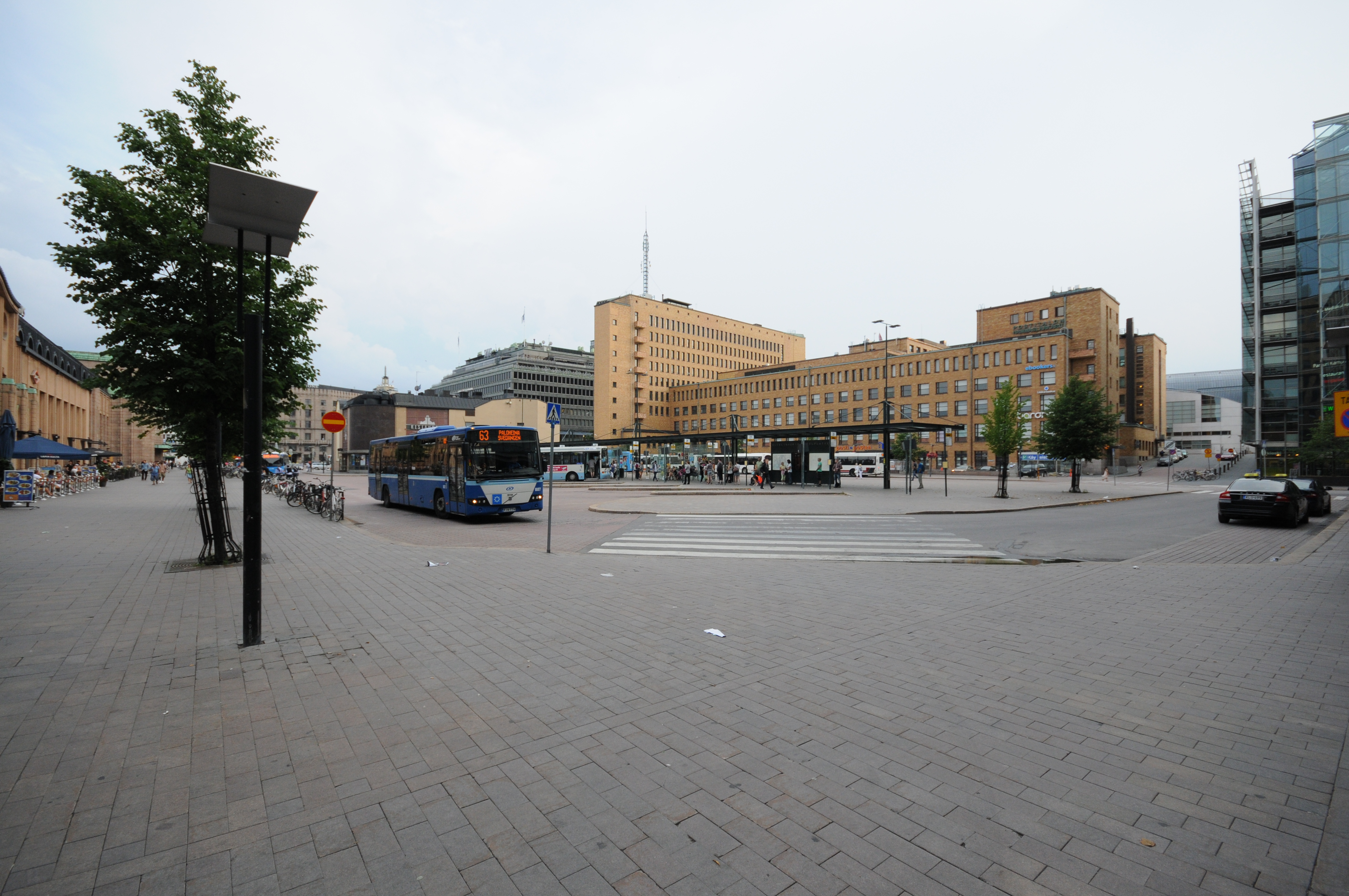
Elielplatsen
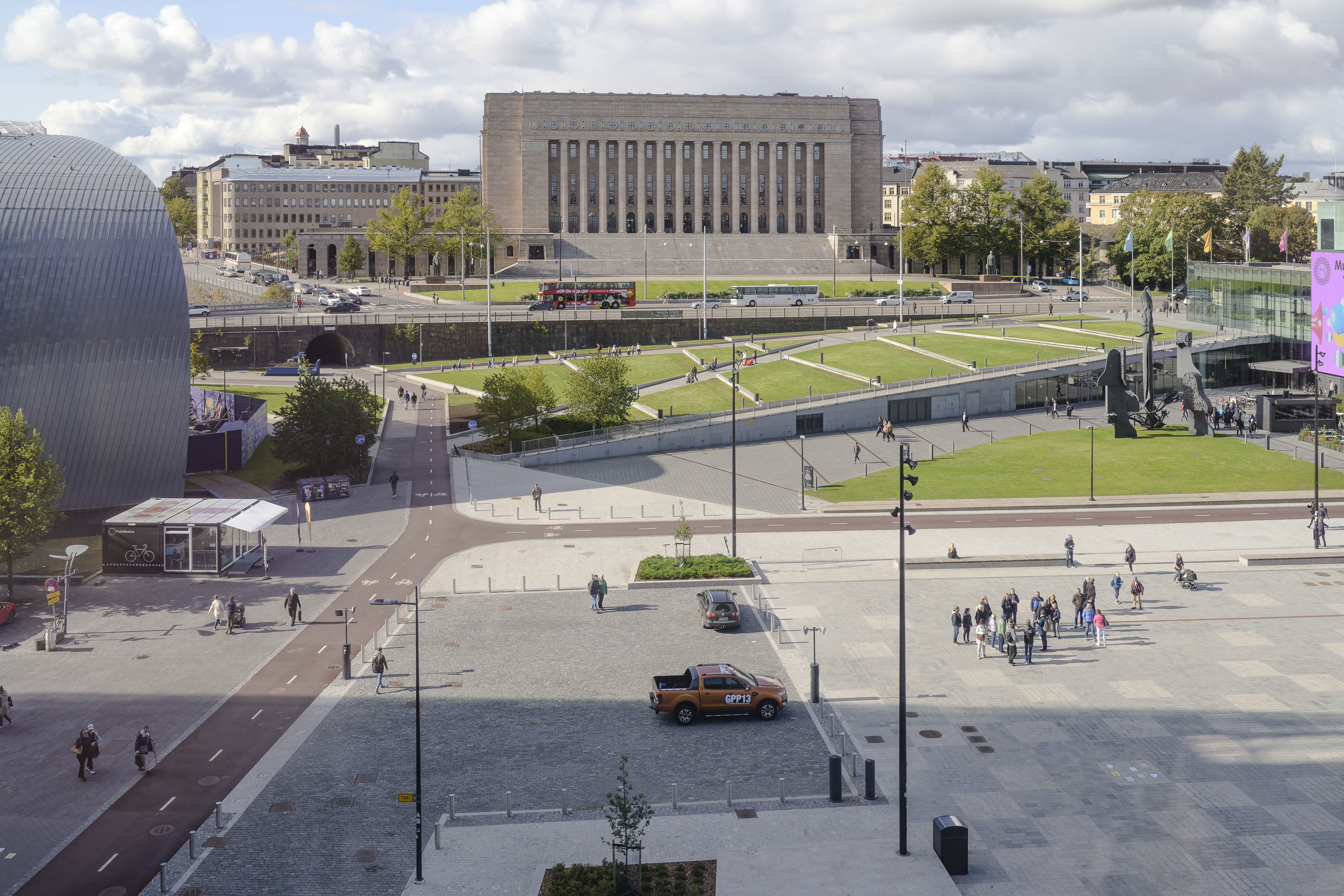
Medborgartorget och Riksdagshuset
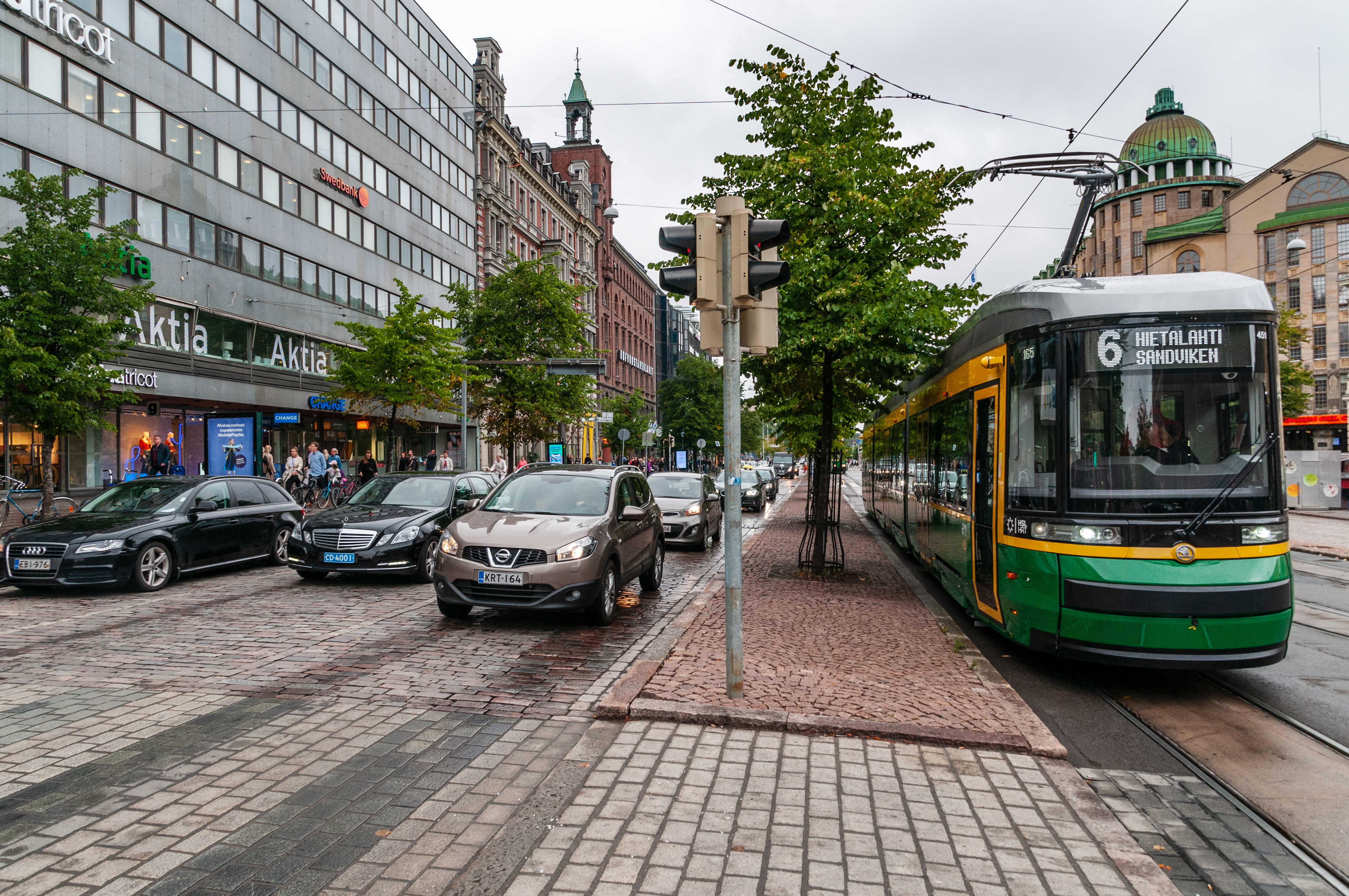
Mannerheimvägen
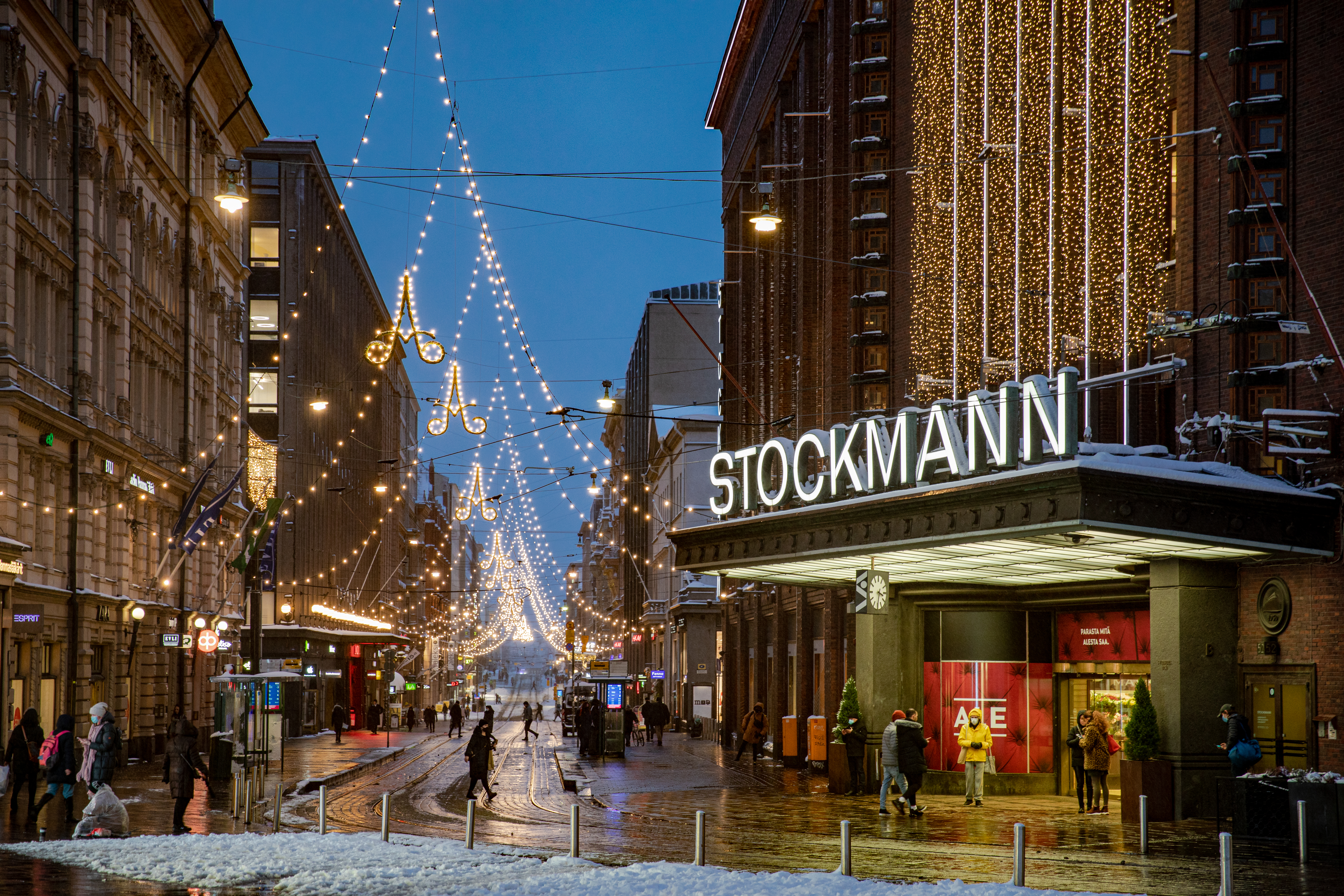
Stockmann och Alexandersgatan
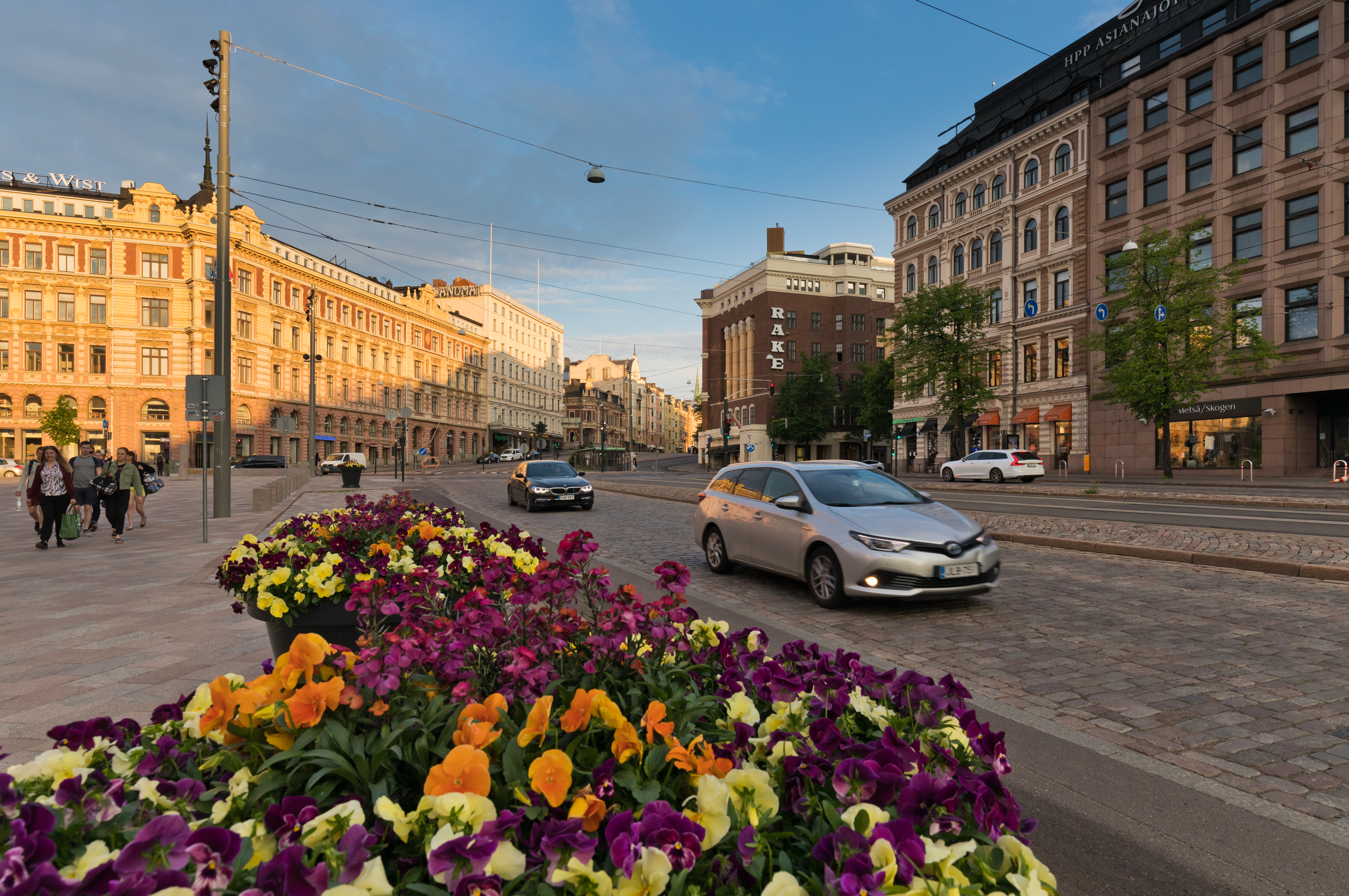
Skillnaden
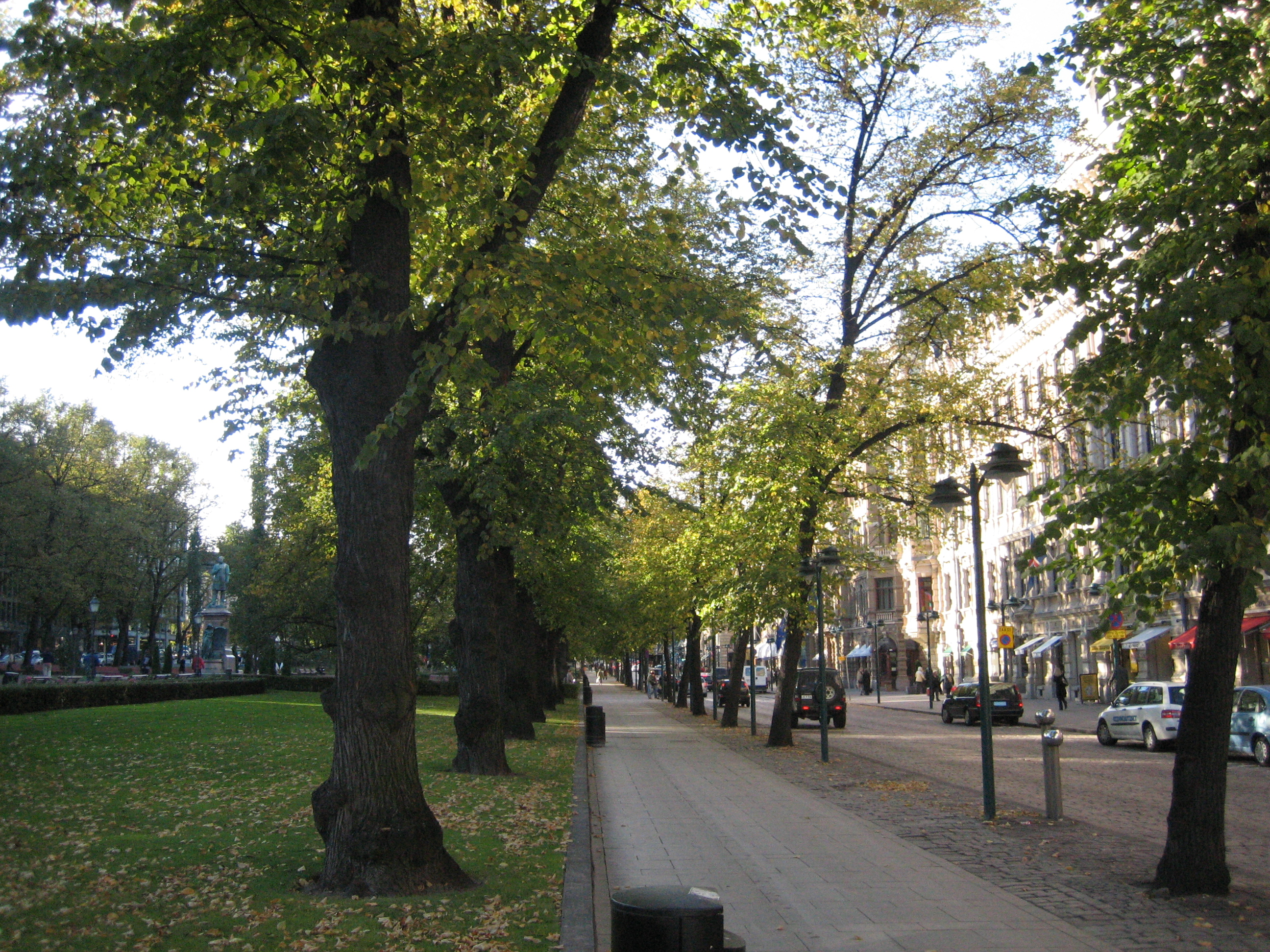
Esplanaden
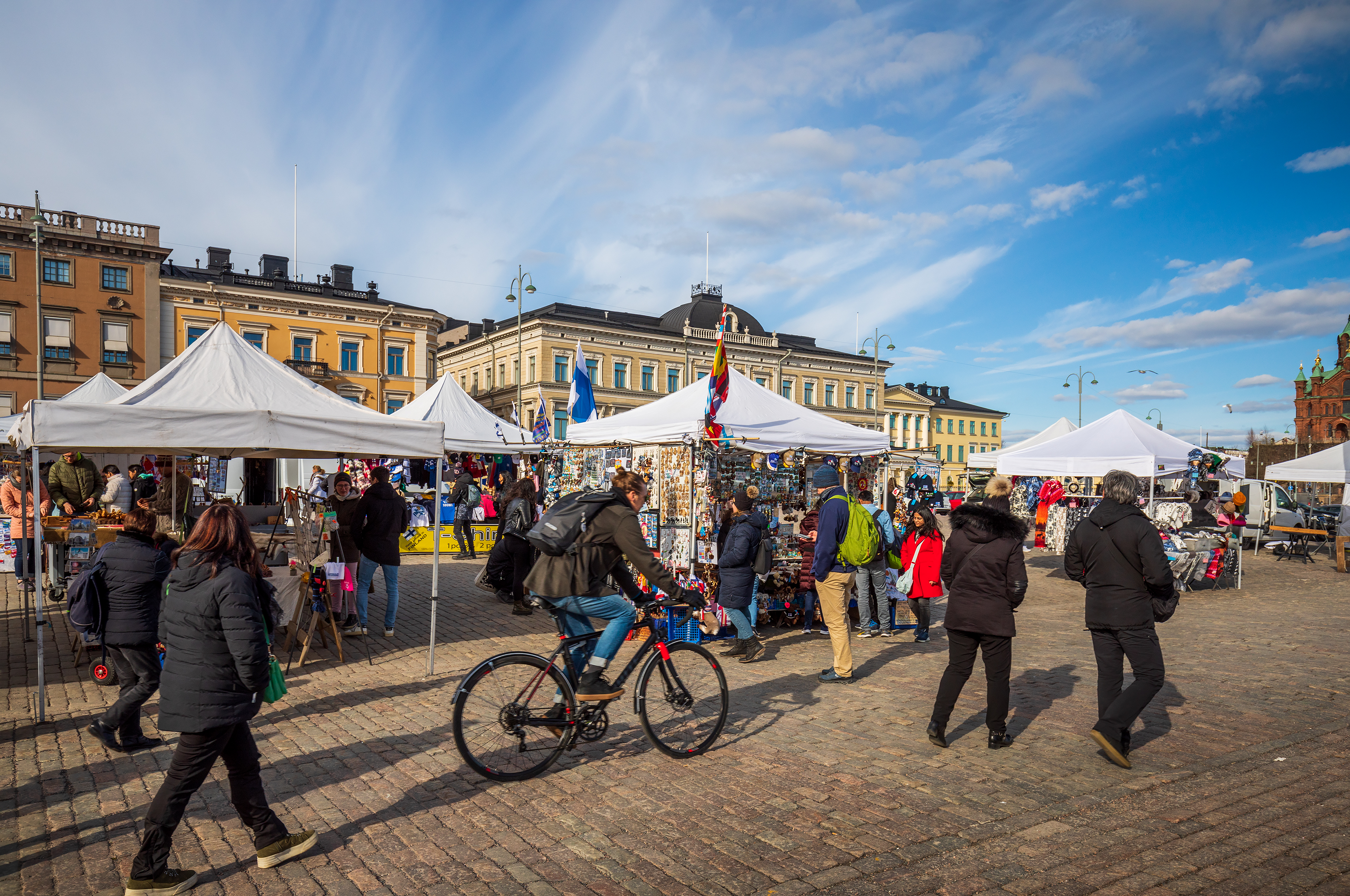
Salutorget
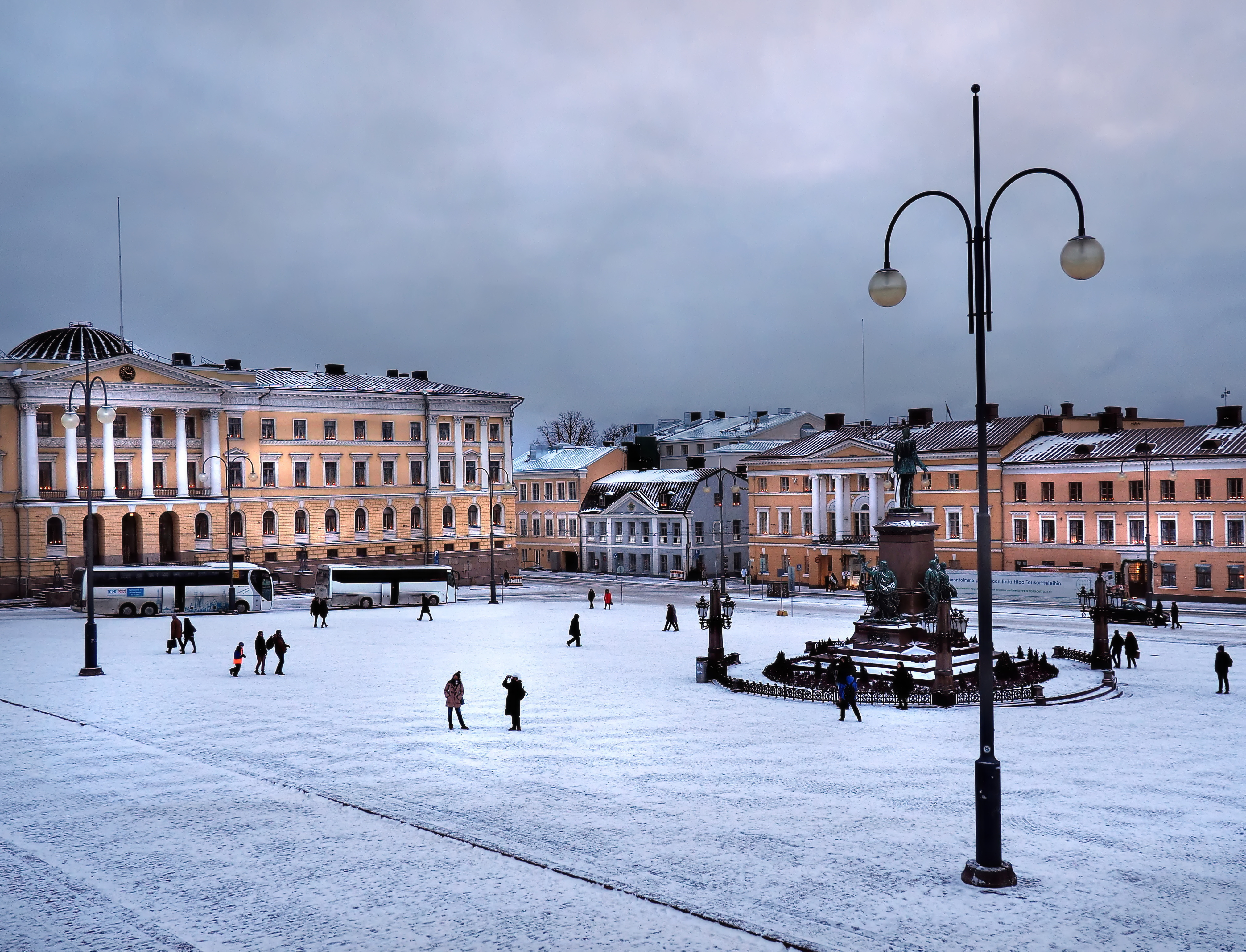
Senatstorget
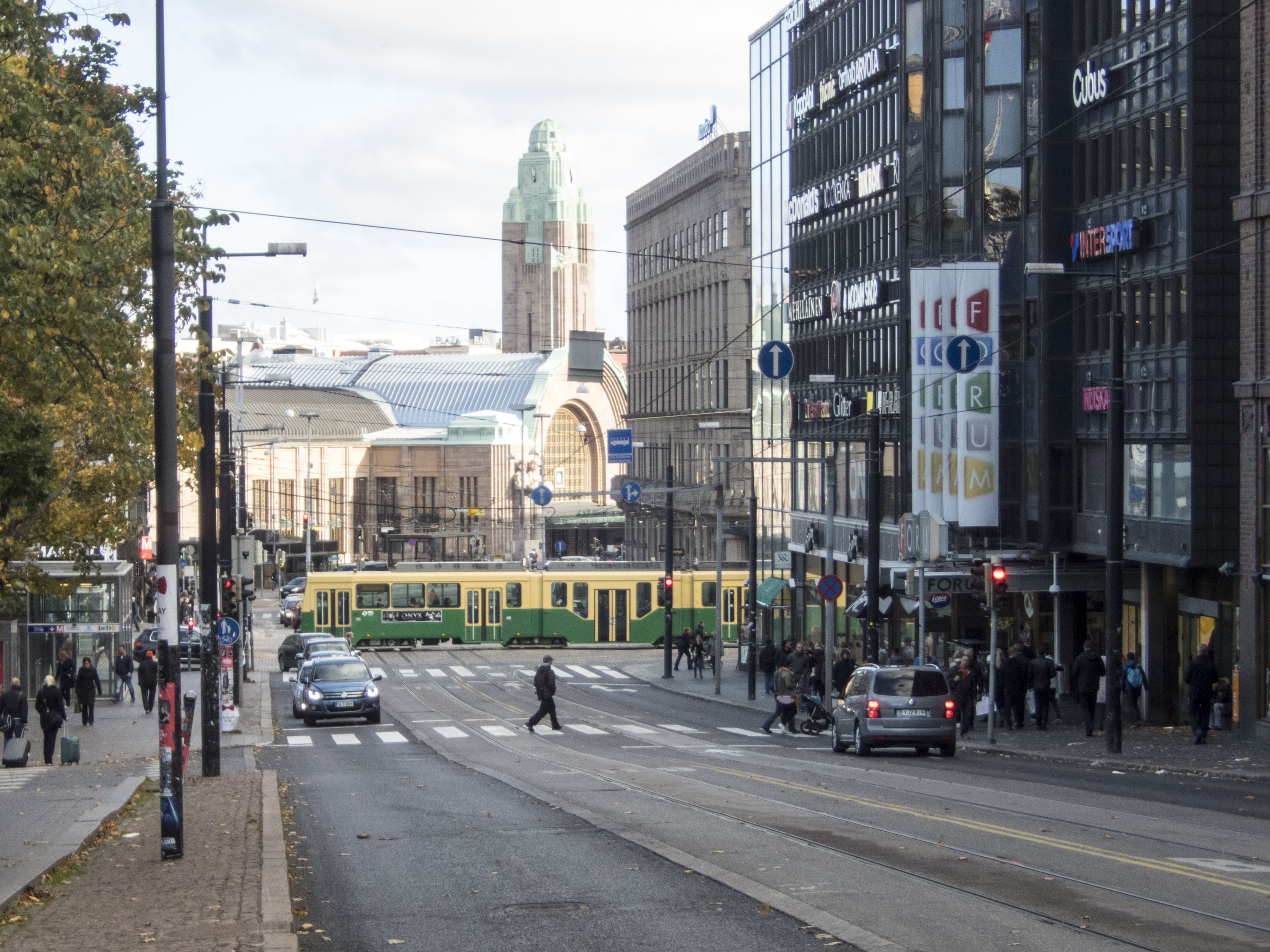
Simonsgatan
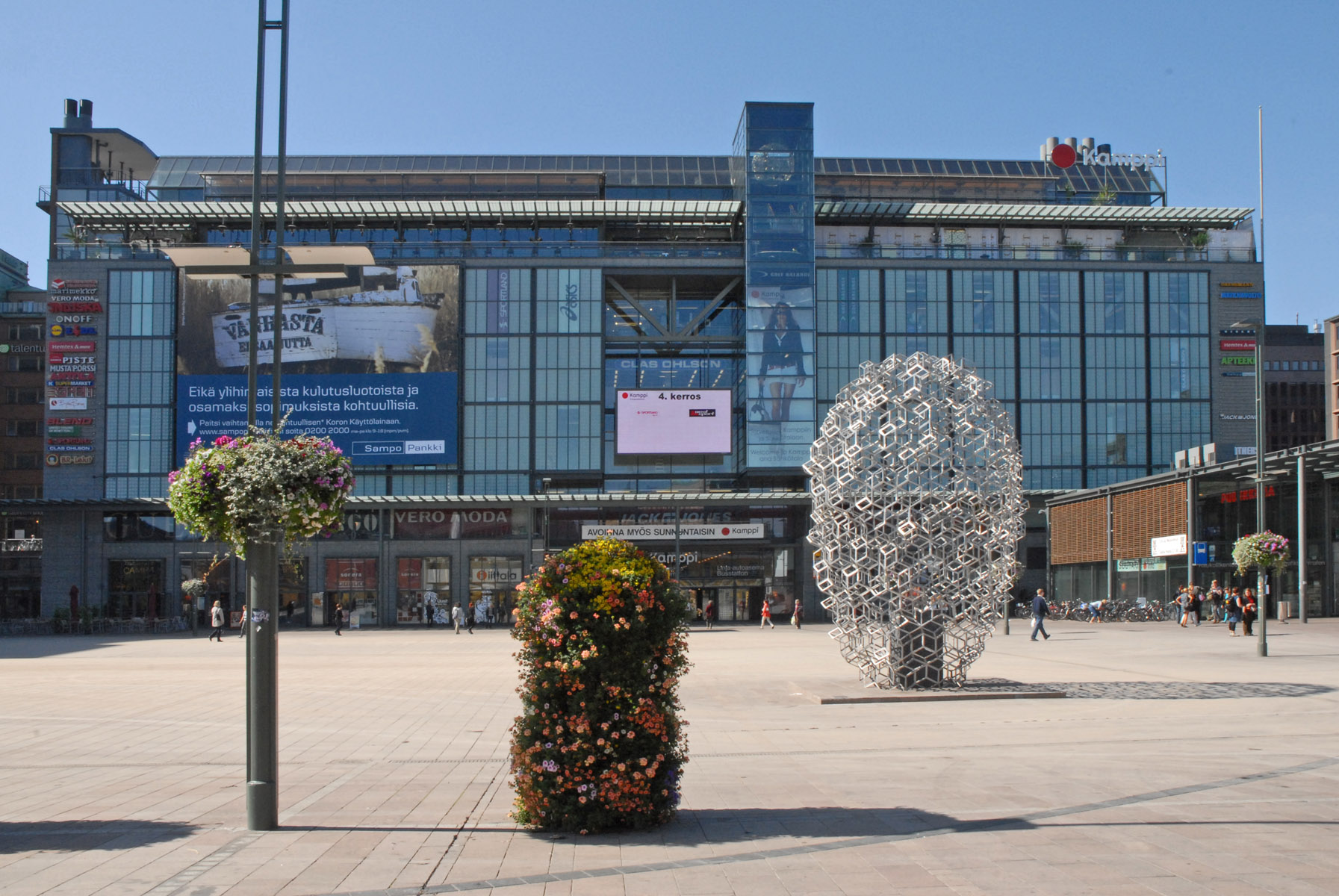
Kamppi och torget Narinken
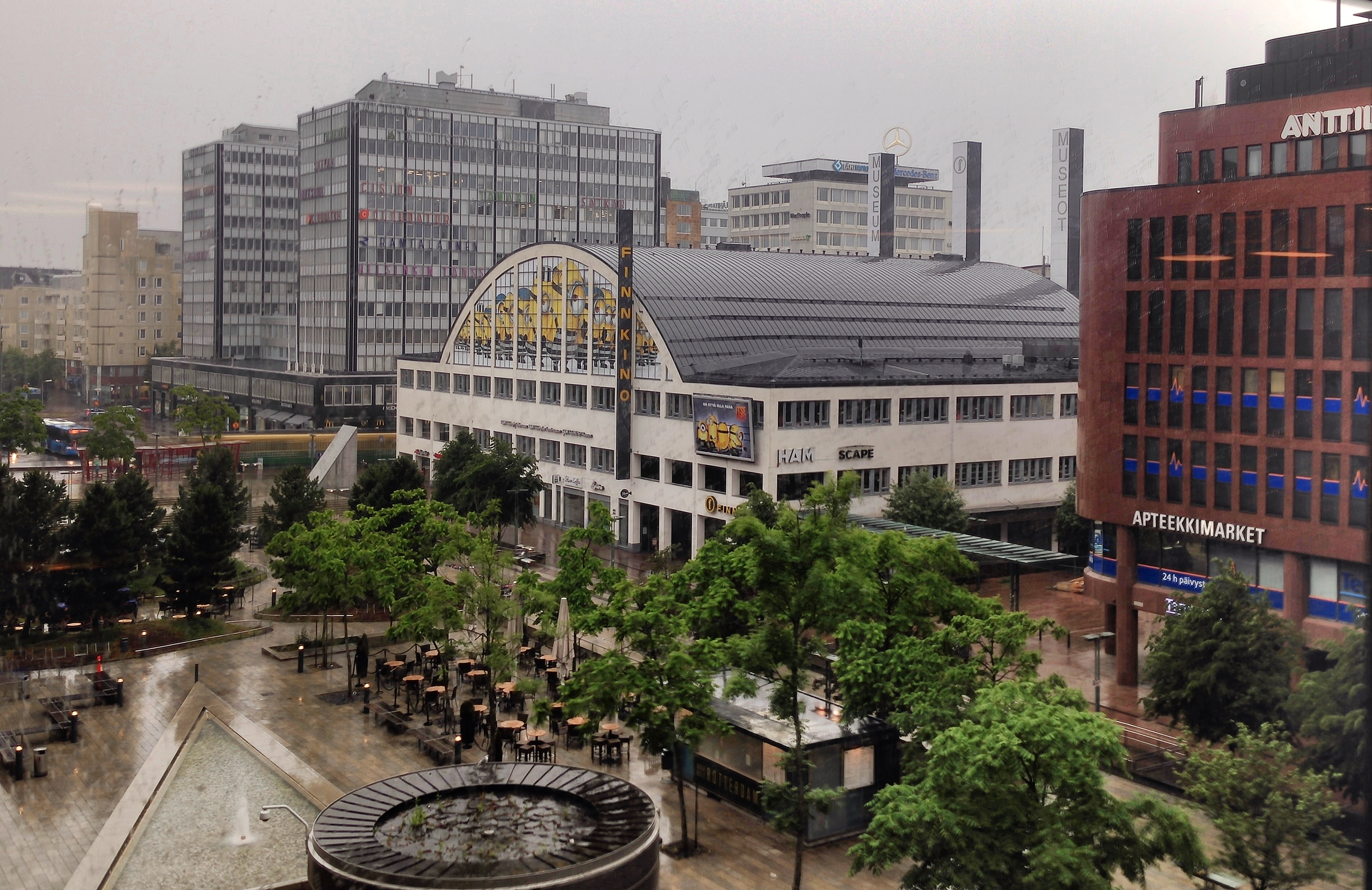
Tennispalatset
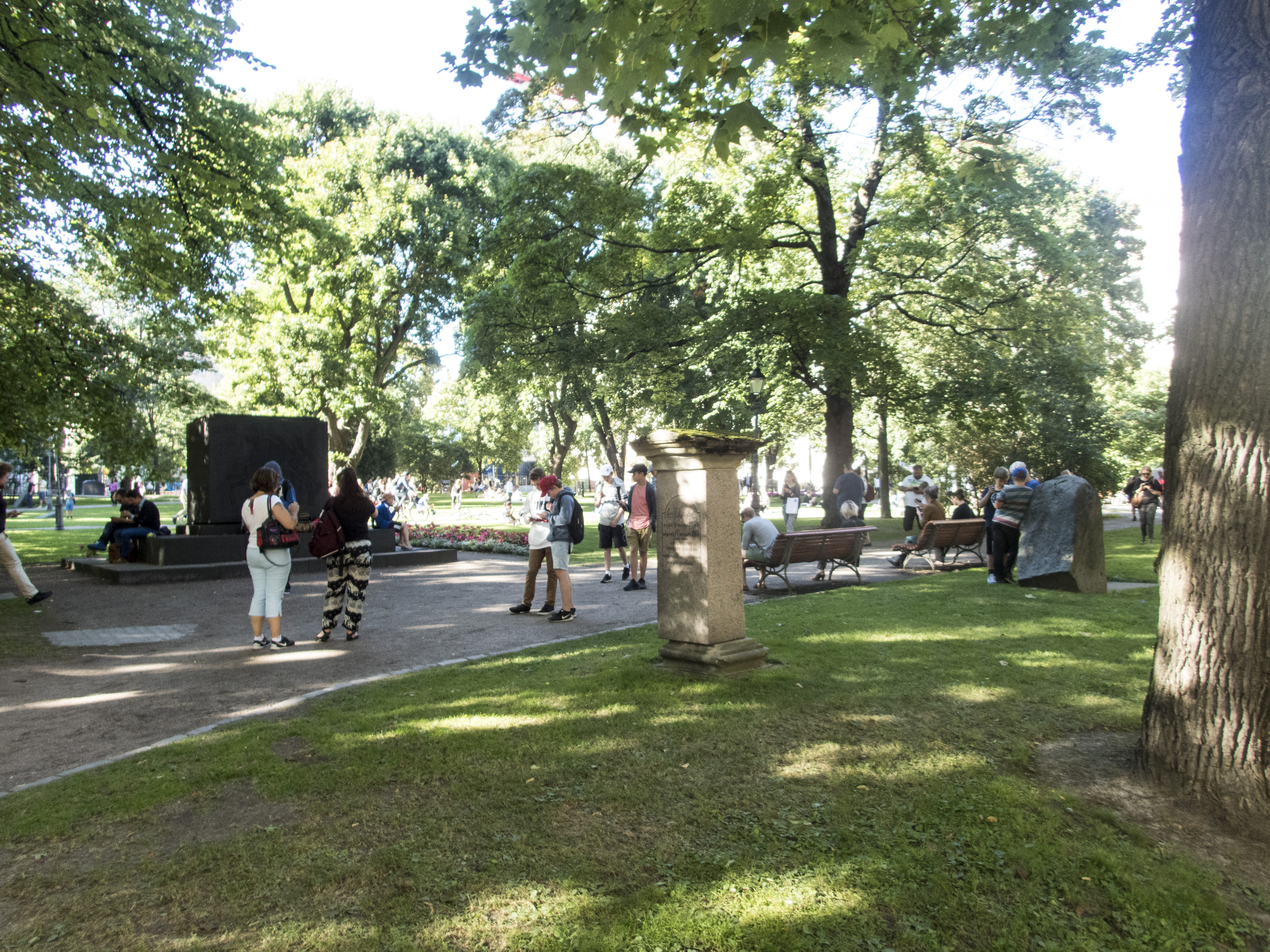
Gamla kyrkoparken
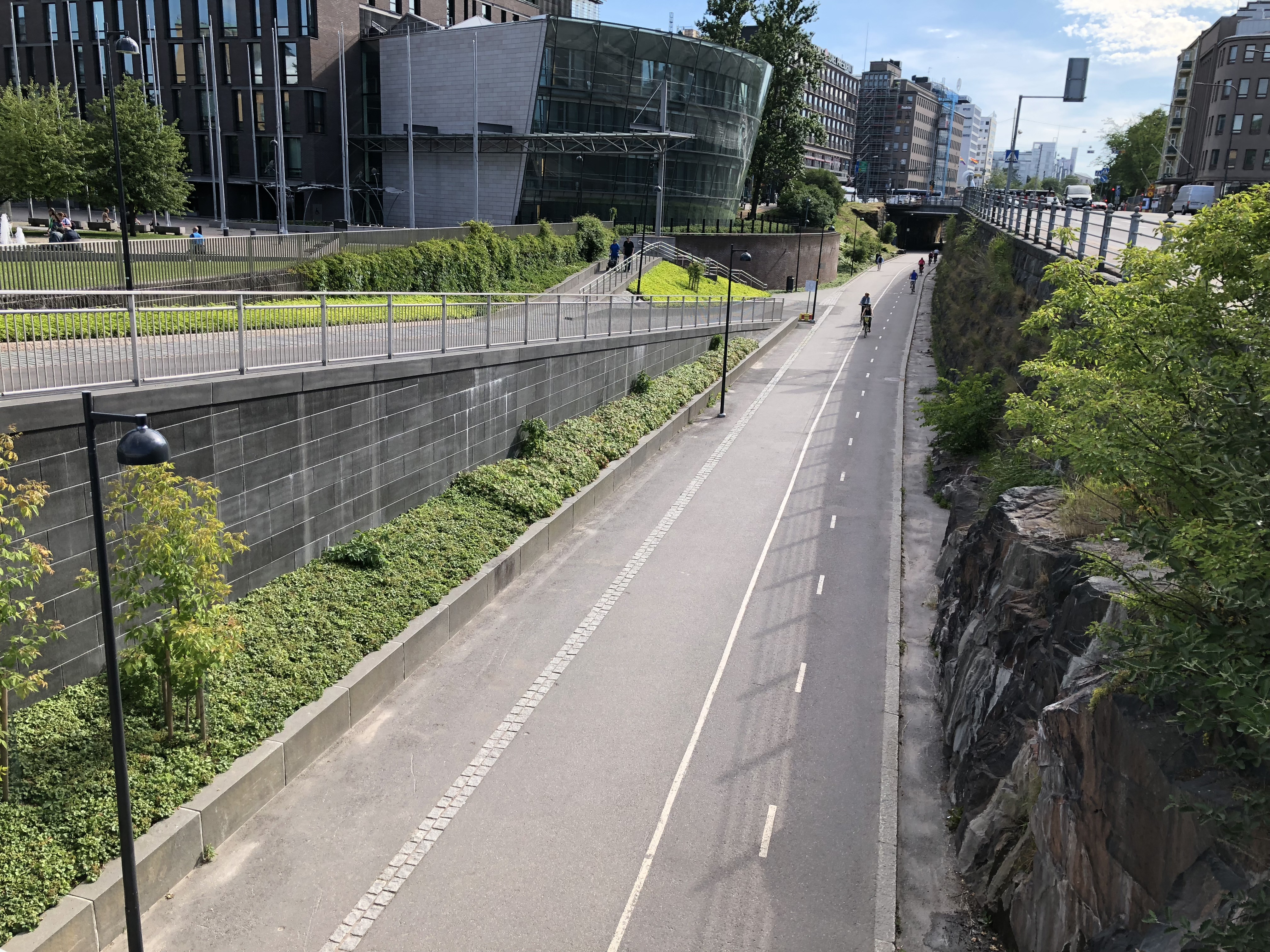
Banan